# Häusergruppe Hinnenberger Straße 5, 5a, 5b
Die Häusergruppe Hinnenberger Straße 5, 5a, 5b ist ein denkmalgeschütztes Ensemble von zwei Fachwerkhäusern im Ennepetaler Ortsteil Voerde.

## Beschreibung

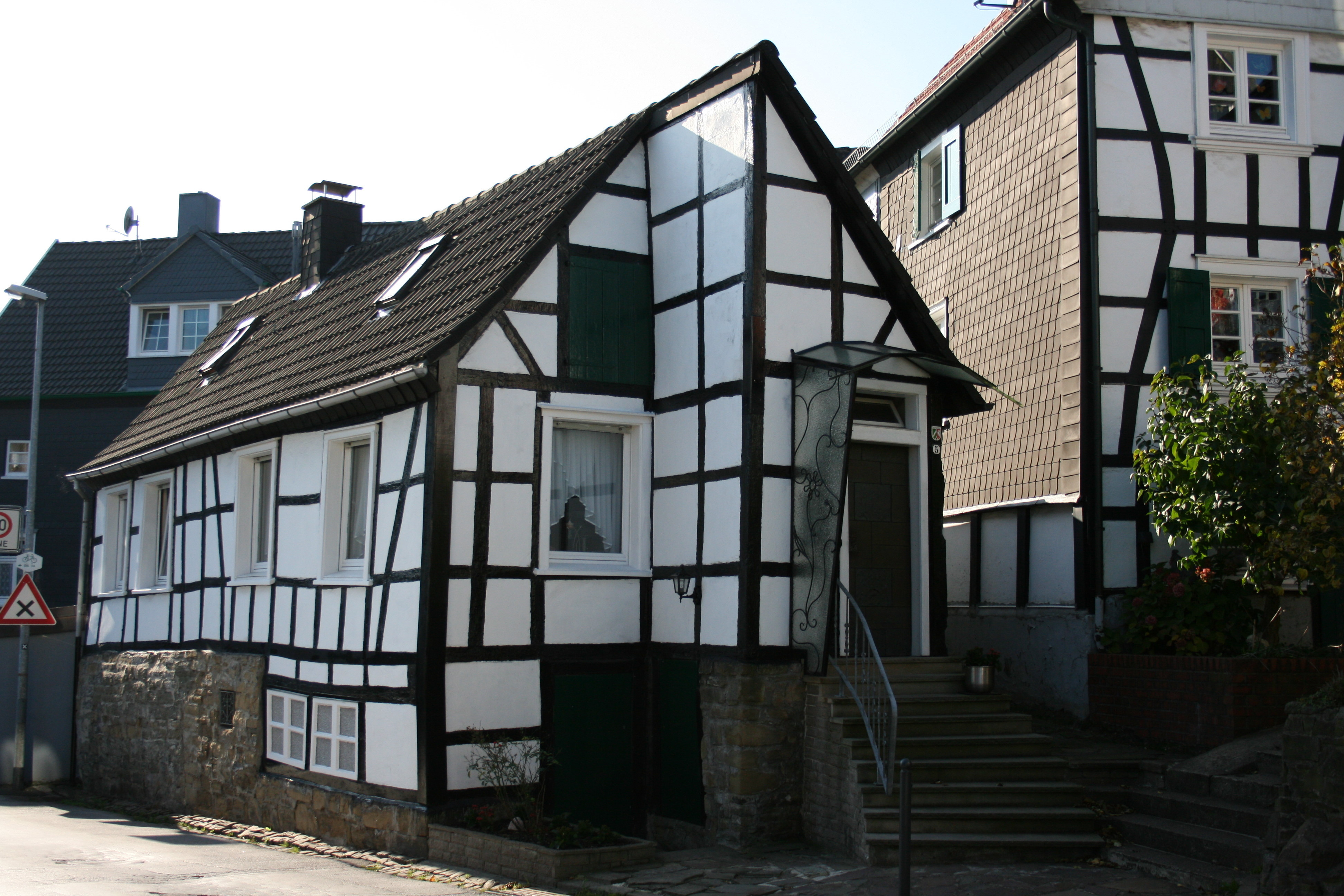
Häusergruppe Hinnenberger Straße

Die Häusergruppe besteht aus einem Doppelhaus (Nr. 5a/5b) und einem einzelstehenden Haus (Nr. 5). Eine ca. 1 Meter breite Traufgasse mit dem Namen Enge trennt beide Gebäude voneinander. Die Gebäude wurden in schlichter Fachwerkbauweise errichtet und sind teilweise verschiefert oder anderweitig verkleidet.
Das Doppelhaus Nr. 5a/5b besitzt einen mittigen Hauseingang auf der Traufseite und einen Hintereingang zur Bergstraße.  In einem Mittelgiebel ist eine Ladeluke eingelassen. Das Haus Nr. 5 besitzt dagegen einen Hauseingang an der Giebelseite, darüber ein Oberlicht und ebenfalls eine Ladeluke.